# William Nkontchou Sopgui
Pour les articles homonymes, voir Kontchou.
William Nkontchou Sopgui est un financier camerounais.

## Biographie

### Enfance, éducation et débuts
William Nkontchou Sopgui fait partie de la fratrie des Nkontchou. Ils sont originaires de Baham et enfants de Joseph et de Justine Nkontchou. Leur père a fait partie des premiers fonctionnaires du ministère des finances au Cameroun.
Il fait des études à Polytechnique de Paris et à Harvard dans le Massachusetts.

### Carrière
William Nkontchou Sopgui a dirigé l'ECP à Paris et fonde l'AFIIP,.